# Inditex
Inditex (Inditex S.A.) — іспанська компанія, власник великих мереж магазинів, які торгують одягом. Повне найменування — Industria de Diseño Textil Sociedad Anónima. Штаб-квартира — в місті Артейшо (Галісія, Іспанія).

## Історія
Заснована в 1985 році шляхом об'єднання в єдину мережу магазинів марки Zara (в 1975 році в іспанській Ла-Коруньї відкрився перший магазин під маркою Zara).

## Діяльність
Корпорація об'єднує понад 6750 магазинів в 88 країнах під брендами Zara, Oysho, Massimo Dutti, Bershka, Pull and Bear, Zara Home, Stradivarius, Tempe, Lefties і Uterque. Виручка в 2013 склала € 16,7 млрд. На домашній ринок довелося 19,7 % виручки, в той час як до початку кризи 2008 р ця частка становила 37 %.

### Inditex в Україні
Inditex досить легко увійшов на український ринок і став лідером у своєму сегменті на ньому. В Україні відкриті магазини:
- Stradivarius: в Києві — 3 магазини (Sky Mall, Dream Town, Gulliver, Lavina), в Дніпрі — 1, в Харкові — 1, у Львові — 2, в Одесі — 1, в Донецьку — 1; в Вінниці — 1, в Херсоні — 1, в Черкасах — 1.
- Bershka: в Києві — 3 магазини, у Львові — 2, в Одесі — 1, в Дніпрі — 1, в Харкові — 1, в Донецьку — 1; в Вінниці — 1, в Херсоні — 1, в Черкасах — 1.
- 10 магазинів Zara (Київ, Харків, Одеса, Львів, Дніпро).
- Pull & Bear (Київ, Дніпро, Одеса, Львів, Донецьк, Харків, Вінниця, Херсон, Черкаси).
- Massimo Dutti (Київ, Харків, Дніпро, Львів).
- Oysho (Київ, Харків, Одеса, Дніпро, Львів).
- Uterque (Київ).
- Zara Home (Київ).

### Inditex в Росії
У Росії за станом на 16 червня 2017 року працює 549 магазинів Inditex. За даними консалтингової компанії «InfoLine-Аналітика», виручка Inditex (по всьому набору брендів) в Росії зросла в 2013 році на 18,4 % до 38 млрд рублів, з них на частку Zara довелося 18,8 млрд рублів. Inditex — найбільший ритейлер Росії і лідер по ефективності бізнесу в сегменті одягу.

### Inditex в Казахстані
У 2010 році відбулося відкриття першого магазину Zara в Алмати. На даний момент в Астані є такі бренди: Zara, Massimo Dutti, Bershka, Pull and Bear, Uterque, Oysho і Stradivarius. Також в 2012 році відбулося відкриття триповерхового іміджевого магазину Zara.
У 2013 році відбулося відкриття магазинів Msimo Dutti, Bershka, Pull and Bear, Stradivarius, Oysho, Zara Home в Алмати в торговому центрі Мега-2. 14 серпня 2014 року відбулося відкриття магазину Massimo Dutti, 15 серпня 2014 пройшло відкриття магазинів ZARA, Bershka, Pull and Bear, Stradivarius, Oysho, Zara Home в торговому центрі Достик Плаза в Алмати.